# Jacqueline Gadsden
Jacqueline Gadsden, conosciuta occasionalmente anche sotto il nome Jane Daly (Lompoc, 3 agosto 1900 – San Marcos, 10 agosto 1986), è stata un'attrice statunitense.

## Biografia
Jacqueline Gadsden lavorò nel periodo del cinema muto. Nata in California nel 1900, esordì nel 1923 in Cordelia the Magnificent di George Archainbaud. Fu diretta, tra gli altri, da William A. Wellman, Lois Weber, King Vidor, Tod Browning, Monta Bell. Ebbe anche una piccola parte in La vedova allegra (1925) di Stroheim.
Probabilmente il suo ruolo più conosciuto fu quello che interpretò a fianco di Clara Bow in Cosetta (1927). Girò in tutto 25 film.
Nel 1929 girò un paio di film con il nome di Jane Daly: la sua ultima partecipazione a un film fu in L'isola misteriosa (1929), tratto da Jules Verne, poi si ritirò dalle scene.
Morì a San Marcos, in California, il 10 agosto 1986.

## Filmografia
La filmografia, secondo IMDb, è completa.

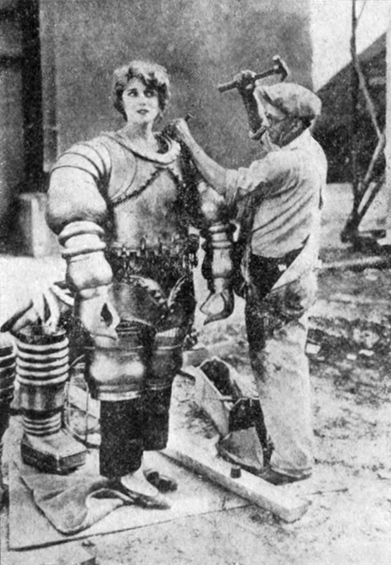
Sul set de L'isola misteriosa (1929)

- Cordelia the Magnificent, regia di George Archainbaud (1923)
- Skid-Proof, regia di Scott R. Dunlap (1923)
- The Man Who Won, regia di William A. Wellman (1923)
- L'intrusa (A Chapter in Her Life), regia di Lois Weber (1923)
- Big Dan, regia di William A. Wellman (1923)
- The Goldfish, regia di Jerome Storm (1924)
- La sua ora (His Hour), regia di King Vidor - come Jacquelin Gadsdon (1924)
- La moglie del centauro (The Wife of the Centaur), regia di King Vidor (1924)
- The Flaming Forties, regia di Tom Forman (1924)
- Il trionfo dell'onestà (Man and Maid), regia di Victor Schertzinger (1925)
- Not So Long Ago, regia di Sidney Olcott - come Jacquelin Gadsdon (1925)
- Ridin' the Wind, regia di Del Andrews (1925)
- La vedova allegra (The Merry Widow), regia di Erich von Stroheim (1925)
- Il figlio di papà (A Regular Fellow), regia di A. Edward Sutherland (1925)
- Il padiglione delle meraviglie (The Show), regia di Tod Browning (1927)
- Cosetta (It), co-regia di Clarence G. Badger e, non accreditato, Josef von Sternberg (1927)
- The Thirteenth Hour, regia di Chester M. Franklin (1927)
- Quello che donna vuole... (Red Hair), regia di Clarence G. Badger (1928)
- Beyond London Lights, regia di Tom Terriss (1928)
- A Bit of Heaven, regia di Cliff Wheeler (1928)
- City of Purple Dreams, regia di Duke Worne (1928)
- La serpe di Zanzibar (West of Zanzibar), regia di Tod Browning (1928)
- Il processo Bellamy (Bellamy Trial), regia di Monta Bell (1929)
- The Quitter, regia di Joseph Henabery - come Jane Daly (1929)
- L'isola misteriosa (The Mysterious Island), regia di Lucien Hubbard e, non accreditati, Benjamin Christensen e Maurice Tourneur - come Jane Daly (1929)